# Переметалювання
Переметалювання (рос. переметаллирование, англ. transmetalation) — заміна атома металу в зв'язках C–MX (де Х означає певну групу або ж її відсутність) на інший еквівалентний атом металу.
–>C–HgBr + Mg → –>C–MgBr